# Гончаренко, Семён Устинович
Семён Устинович Гончаренко (9 июня 1928 — 7 апреля 2013) — украинский педагог, доктор педагогических наук (1989), профессор (1990), действительный член Академии педагогических наук Украины (1992), ведущий методолог педагогической науки Украины.
Гончаренко является автором «Украинского педагогического словаря», изданного в 1997 году издательством «Лыбедь». Словарь содержит обобщённую и систематизированную информацию по теории и практике обучения и воспитания. Рассмотрен широкий круг понятий и терминов, относящихся к учебно-воспитательному процессу, новые педагогические теории и концепции, категории. Всего словарь содержит около 3000 статей. Словарь признан одним из лучших среди представленных на конкурс, организованный Министерством образования Украины и Международным фондом «Возрождение» в рамках программы «Трансформация гуманитарного образования на Украине».
Всего Гончаренко принадлежит около 250 публикаций, из них более 80 монографий, учебников и пособий. Подготовил 12 докторов и до 50 кандидатов наук.